# Вайнберг, Александр Владеленович
Александр Владеленович Вайнберг (род. 2 февраля 1961, Большеорловское, Горьковская область) — российский государственный деятель, политик, сенатор Российской Федерации, представляющий Законодательное собрание Нижегородской области, член комитета Совета Федерации по конституционному законодательству и государственному строительству. Экс-вице-спикер Законодательного собрания Нижегородской области.
Бывший музыкант группы «Любэ» (1990—1994). Специально для группы в 2023 году написал песню «Дайте вашим детям наши имена».
После ухода из «Любэ» был лидером группы «Наше дело». В 1997 году завершил музыкальную карьеру. С бывшим коллегой по группе «Любэ» Николаем Расторгуевым поддерживает дружеские отношения.
Из-за поддержки нарушения территориальной целостности Украины во время российско-украинской войны находится под персональными санкциями Евросоюза, США, Великобритании и ряда других стран.

## Семья
Женат, две дочери. 

## Награды
- Орден Дружбы (17 октября 2024 года) — за большой вклад в развитие парламентаризма, активную законотворческую деятельность и многолетнюю добросовестную работу[6].